# Halász Tibor (pedagógus)
Halász Tibor (Csanádpalota, 1932. június 26. – 2020. október 25.) matematika–fizika szakos pedagógus, főiskolai oktató, számos fizikatankönyv szerzője.

## Életpályája
Az elemi iskola első négy osztályát Csanádpalotán, középiskolai tanulmányait a makói Csanád Vezér Gimnáziumban végezte, 1950-ben érettségizett. Matematika–fizika szakos tanári diplomáját a Szegedi Tudományegyetemen szerezte 1954-ben.
Ezt követően 8 évig a kaposvári Táncsics Mihály Gimnáziumban tanított, közben 1958-tól fizika szakfelügyelő volt Somogy megyében. Az 1962–1963-as tanévben a Szegeden, a Radnóti Miklós Gimnáziumban tanított. 1963-tól 1997-es nyugdíjazásáig a szegedi Juhász Gyula Tanárképző Főiskola munkatársa volt, kezdetben adjunktusként, 1974-től docensként, 1996-tól címzetes főiskolai tanárként dolgozott. Hat éven át volt a főiskola oktatási főigazgató-helyettese is. Nyugdíjazása után Csömörre költözött.
1973‐ban megszervezett egy csoportot a természettudományok egybehangolt tanításának kutatására. Az Oktatási Minisztérium megbízása alapján részt vett az 1978‐as fizika tanterv kidolgozásában. Kutatócsoportjának fizika részlege fizika munkatankönyv családot, példatárat és tanári kézikönyvet írt az általános iskolák 6–8. osztálya számára. Halász Tibor e könyvek társszerzője és alkotószerkesztője volt. Ezt a könyvsorozatot 12 éven át használták a magyar iskolákban. 1993‐tól részt vett az első Nemzeti alaptanterv fizika részének megírásában is. Két kollégájával együtt a gimnáziumok és a fizikaigényes szakközépiskolák számára is írt egy tankönyvcsaládot. Megjelent tankönyveinek, tanári segédkönyveinek és feladatgyűjteményeinek összesített példányszáma (a munkafüzetek, cikkek stb. nélkül) meghaladja a 12 milliót.
Számos helyen tartott a fizika tanításával kapcsolatos előadásokat. 1978–1981 között a Magyar Televízió megbízásából szakmai forgatókönyvírója és szereplője volt a Képes fizika című televíziós sorozat több mint 50 adásának. Rendszeres közreműködője, előadója volt a fizikatanári ankétoknak is. Tagja az Eötvös Loránd Fizikai Társulatnak, 2013–2015 között a társulat egyik főtitkárhelyettese volt.

## Főbb publikációi

### Könyvek
Tankönyvcsaládok szerint csoportosítva
- Fizikai gyakorlatok 2, (társszerzőkkel), Budapest, Tankönyvkiadó, 1972
- Fizika 6, (társszerzőkkel), Budapest, Tankönyvkiadó, 1978, 160 oldal, ISBN 963-17-3291-6
- Fizika feladatlapok [6], (társszerzőkkel), Budapest, Tankönyvkiadó, 1978, 40 oldal
- Mit kell tudni a fizika tanításához a 6. osztályban?, (társszerzőkkel), Budapest, Tankönyvkiadó, 1978, 104 oldal, ISBN 963-17-3679-2
- Hogyan tanítsuk a fizikát a 6. osztályban : Tanári kézikönyv, (társszerzőkkel), Budapest, Tankönyvkiadó, 1985, 285 oldal, ISBN 963-17-8094-5
- Fizika 7, (társszerzőkkel), Budapest, Tankönyvkiadó, 1979, 152 oldal, ISBN 963-17-4073-0
- Fizika feladatlapok [7], (társszerzőkkel), Budapest, Tankönyvkiadó, 1979, 32 oldal
- Hogyan tanítsuk a fizikát a 7. osztályban, (társszerzőkkel), Budapest, Tankönyvkiadó, 1979, 207 oldal, ISBN 963-17-4476-0
- Fizika 8, (társszerzőkkel), Budapest, Tankönyvkiadó, 1980, 168 oldal, ISBN 963-17-4997-5
- Hogyan tanítsuk a fizikát a 8. osztályban, (társszerzőkkel), Budapest, Tankönyvkiadó, 1980, 206 oldal, ISBN 963-17-5137-6
- Útmutató az általános iskolai fizika transzparens-sorozathoz, (társszerzőkkel), Veszprém, Országos Oktatástechnikai Központ, 1983 [!1984], 139 oldal, ISBN 963-441-072-3
- Fizika tizenkét éveseknek, (társszerzőkkel), Szeged, Mozaik Oktatási Stúdió, 1993, 66 [+6] oldal, ISBN 963-8057-32-7
- Fizika munkafüzet 12 éveseknek, (társszerzőkkel), Szeged, Mozaik Oktatási Stúdió, 1993, 22 oldal, ISBN 963-8057-33-5
- Fizika tizenhárom éveseknek, (társszerzőkkel), Szeged, Mozaik Oktatási Stúdió, 1993, 80 [+8] oldal, ISBN 963-8057-34-3
- Fizika munkafüzet 13 éveseknek, (társszerzőkkel), Szeged, Mozaik Oktatási Stúdió, 1993, 27 oldal, ISBN 963-8057-35-1
- Fizika tizennégy éveseknek, (társszerzőkkel), Szeged, Mozaik Oktatási Stúdió, 1993, 93 [+3] oldal, ISBN 963-8057-36-X
- Fizika munkafüzet 14 éveseknek, (társszerzőkkel), Szeged, Mozaik Oktatási Stúdió, 1993, 22 oldal, ISBN 963-8024-05-4
- Fizika : hidrosztatika, egyszerű gépek, fénytan : kiegészítő tananyag, (társszerzőkkel), Szeged, Mozaik Oktatási Stúdió, 1993, 30 oldal
- Természetismeret : közvetlen környezetünk 5, (társszerzőkkel), Szeged, Mozaik Oktatási Stúdió, 1997, 160 oldal, ISBN 963-697-106-4
- Természetismeret : közvetlen környezetünk : munkafüzet 5. osztály, Szeged, Mozaik Oktatási Stúdió, 1997, 78 oldal, ISBN 963-697-135-8
- Természetismeret : közvetlen környezetünk : 5. osztály : tanmenet, Szeged, Mozaik Oktatási Stúdió, 1997, 16 oldal
- Természetismeret : élő és élettelen környezetünk 5, (társszerzőkkel, átdolgozott kiadás), Szeged, Mozaik, 2001, 176 oldal, ISBN 963-697-323-7
- Természetismeret : élő és élettelen környezetünk : munkafüzet 5. osztály, (társszerzőkkel, átdolgozott kiadás), Szeged, Mozaik, 2001, 86 oldal, ISBN 963-697-135-8
- Természetismeret : Fizikai és kémiai alapismeretek 6, (társszerzőkkel), Szeged, Mozaik Oktatási Stúdió, 1996, 96 oldal, ISBN 963-697-036-X
- Fizika : Elektromosságtan 7, (társszerzőkkel), Szeged, Mozaik Oktatási Stúdió, 1996, 112 oldal, ISBN 963-697-037-8
- Fizika : Elektromosságtan : munkafüzet 7, (társszerzőkkel), Szeged, Mozaik Oktatási Stúdió, 1996, 47 oldal, ISBN 963-697-039-4
- Fizika : Haladó mozgás. Energiaváltozás [8], (társszerzőkkel), Szeged, Mozaik Oktatási Stúdió, 1998, 127 oldal, ISBN 963-697-177-3
- Fizika : Haladó mozgás. Energiaváltozás : munkafüzet 8, (társszerzőkkel), Szeged, Mozaik Oktatási Stúdió, 1998, 55 oldal, ISBN 963-697-187-0
- Fizika 7 : mechanika, hőtan, (társszerzőkkel), Szeged, Mozaik, 2003, 144 oldal, ISBN 963-697-413-6
- Fizika 8 : elektromosságtan, fénytan, (társszerzőkkel), Szeged, Mozaik, 2004, 96 oldal, ISBN 963-697-442-X
- Fizika 9 : mozgások, energiaváltozások, Szeged, Mozaik, 2001, 160 oldal, ISBN 963-697-332-6
- Fizika 11 : rezgések és hullámok, modern fizika, (társszerzőkkel), Szeged, Mozaik, 2003, 183 oldal, ISBN 963-697-422-5
- Fizika 11-12 : közép- és emelt szintű érettségire készülőknek, (társszerzőkkel), Szeged, Mozaik, 2004, 287 oldal, ISBN 963-697-466-7
- Fizika munkafüzet : közép- és emelt szintű érettségire készülőknek : 11-12. évfolyam, (társszerzőkkel), Szeged, Mozaik, 2004, 111 oldal, ISBN 963-697-467-5
- Fizikai kísérletek és feladatok általános iskolásoknak, (társszerzőkkel), Budapest, Tankönyvkiadó, 1985, 287 oldal, ISBN 963-17-8625-0
- Fizikai kísérletek és feladatok 12-16 éveseknek, (társszerzőkkel), Szeged, Mozaik, 2000, 247 oldal, ISBN 963-697-292-3
- Fizikai fogalomgyűjtemény, (társszerzőkkel), Budapest, Tankönyvkiadó, 1993, 266 oldal, ISBN 963-18-4815-9

### Folyóiratcikkek
- A Planck-féle állandó mérésének jelentősége és lehetősége a hallgatói gyakorlatokon, (társszerzővel), Acta Academiae Paedagogicae Szegediensis = Szegedi Tanárképző Főiskola Tudományos Közleményei, 1973. 2. sz. 169-177. oldal
- A Boltzmann-féle állandó meghatározása laboratóriumi gyakorlaton tranzisztor alkalmazásával, Acta Academiae Paedagogicae Szegediensis = Szegedi Tanárképző Főiskola Tudományos Közleményei, 1974. 2. sz. 153-157. oldal
- Néhány gondolat az általános iskolában 1978-tól tanított fizika bemutatására, Fizikai szemle, 1979. (29. évf.) 8. sz. 300-303. oldal
- Tanterveinkről, Iskolakultúra, 1979, 9. sz. 100–102 oldal, → A cikk
- Az optika jelentősége az oktatott fizikában, (társszerzőkkel), A Juhász Gyula Tanárképző Főiskola tudományos közleményei. Tanulmányok a biológia és földrajztudományok köréből, 1983. Ser. Physica Chemica Mathem. 31-34. oldal
- A tankönyvírók „örömei”, Természet világa, 1988. (119. évf.) 9. sz. 426-427. oldal
- A „6+6” egy lehetséges értelmezéséről, Iskolakultúra, 1991. (1. évf.) 3. sz. 47-53. oldal
- Új fizika tankönyv-család Szegedről, (társszerzőkkel), A fizika tanítása, 1993. (1. évf.) 1. sz. 23-31. oldal
- Egy lehetséges rendezőelv-rendszer az oktatott fizikában, A fizika tanítása, 1993. (1. évf.) 2. sz. 7-9. oldal
- A fizika „NAT tartalmi követelményei”-ről, A fizika tanítása, 1995. (3. évf.) 1. sz. 3-5. oldal
- A Nemzeti Alaptanterv követelményei, Fizikai szemle, 1995. (45. évf.) 9. sz. 308-310. oldal
- Két tanévnyire '98-tól!, A fizika tanítása: módszertani folyóirat, 1996. (4. évf.) 3. sz. 9. oldal
- A NAT és a fizikaoktatás új lehetőségei, A fizika tanítása, 1996. (4. évf.) 4. sz. 11-14. oldal
- A fizikatanítás új lehetőségei, Fizikai szemle, 1996. (46. évf.) 5. sz. 154-156. oldal
- Korszerű iskolák – korszerű tankönyvek, A fizika tanítása, 1998. (6. évf.) 3-4. sz. 44-45. oldal
- Mit kell tennünk a fizikaoktatás jövőjéért?, A fizika tanítása: módszertani folyóirat, 2002. (10. évf.) 3. sz. 6-10. oldal
- A kerettanterv céljai és a valóság, Új pedagógiai szemle, 2002. (52. évf.) 6. sz. 14-20. oldal, → A cikk
- Gondolatok közoktatásunk korszerűsítésének gyakorlatáról, Új pedagógiai szemle, 2003. (53. évf.) 5. sz. 78-82. oldal, → A cikk
- Mi szabályozza most a fizika tanítását?, A fizika tanítása, 2003. (11. évf.) 5. sz. 5-8. oldal

## Kitüntetések, díjak
- Az Oktatásügy Kiváló Dolgozója (1962)
- MTV Nívódíj (1981)
- Kiváló Pedagógus (1987)
- Pro Iuventute Emlékplakett (1992)
- Eötvös-érem (1995)
- Apáczai Csere János-díj (1996)
- Érdemes tankönyvíró (2006)
- Honor Pro Meritis (2007)
- Mikola Sándor-díj (2013)
- Rátz Tanár Úr-életműdíj (2013)

### Videók a közreműködésével
- Képes Fizika I. – A testek tehetetlensége (6:10-től) https://www.youtube.com/watch?v=fm6suELZ2VE
- Képes Fizika (4. szám) – Áramkörök (1:02-től és 6:43-tól) https://www.youtube.com/watch?v=QnSJpbbGSBs
- Képes Fizika (6. szám) – Légnyomás (7:40-től) https://www.youtube.com/watch?v=sSThSwlSamU
- Képes Fizika (8. szám) – Egyszerű gépek (8:05-től és 20:19-től) https://www.youtube.com/watch?v=J7Yp5kHdcKM
- Képes Fizika (9. szám) – Hőerőgépek (18:21-től) https://www.youtube.com/watch?v=9R9uB9xiHoM
- Képes Fizika (11. szám) – A dinamika alapjai (4:28-tól és 6:07-től) https://www.youtube.com/watch?v=bWD59SawD0w
- Képes Fizika (13. szám) – Rezgések, hullámok, hangok (3:30-tól) https://www.youtube.com/watch?v=3kPTQwORdtc
- Képes Fizika (17. szám) – Az elektromos áram hőhatása (6:00-tól) https://www.youtube.com/watch?v=kmg58FEHvuc
- Képes Fizika (18. szám) – Az elektromos áram mágneses hatása (18:42-től) https://www.youtube.com/watch?v=hM_cIZsEAsk
- Képes Fizika (21. szám) – Hang és képtovábbítás (12:53-tól) https://www.youtube.com/watch?v=nlHrov5zsfo

### Videók róla
- A Szegedi Tudományegyetem Juhász Gyula Pedagógusképző Kar televíziójának portréfilmje: http://www.jgypk.hu/JGY-TV/?pageid=&vcat=2&vid=dcde74d9211b
- Rátz Tanár Úr-életműdíj 2013 – Halász Tibor (portréfilm): https://www.youtube.com/watch?v=UgFz8gRc6Io